# 데이커 몽고메리
데이커 몽고메리(영어: Dacre Montgomery, 1994년 11월 22일 ~ )는 오스트레일리아의 배우이다. 영화 《파워레인저》의 레드 레인저 제이슨 역으로 출연하였다.

## 출연 작품
- 파워레인져스: 더 비기닝
- 넷플릭스 오리지널 시리즈 ‘기묘한 이야기2’
- 넷플릭스 오리지널 시리즈 ‘기묘한 이야기3’